# Sérignac-sur-Garonne
Sérignac-sur-Garonne é uma comuna francesa na região administrativa da Nova Aquitânia, no departamento Lot-et-Garonne. Estende-se por uma área de 8,93 km². Em 2010 a comuna tinha 1 186 habitantes (densidade: 132,8 hab./km²).